# Грузька (Любарський район)
Грузька (Грузько, рос. Грузько) — колишній хутір у Старолюбарській сільській раді Любарського району Бердичівської округи Української СРР.

## Населення
У 1923 році в поселенні налічувалося 9 мешканців, дворів — 2.
Відповідно до перепису населення СРСР 17 грудня 1926 року, чисельність населення становила 9 осіб, з них 5 чоловіків та 4 жінки; за національністю — українці. Кількість господарств — 3.

## Історія
Заснований у 1883 році. Входив до складу Любарської волості Новоград-Волинського повіту Волинської губернії. У березні 1921 року, в складі волості, переданий до новоутвореного Полонського повіту Волинської губернії.
У 1923 році увійшов до складу новоствореної Старолюбарської сільської ради, яка 7 березня 1923 року включена до складу новоутвореного Любарського району Житомирської округи. Розміщувався за 4 версти від районного центру містечка Любар та від центру сільської ради міст. Старий Любар.
17 червня 1925 року Любарський район передано до складу Бердичівської округи. Відстань до центру сільської ради міст. Старий Любар становила 6 верст, до районного центру міст. Любар — 6 верст, до окружного центру в Бердичеві — 66 верст, до найближчої залізничної станції Печанівка — 20 верст.
Виключений з обліку населених пунктів до 1 жовтня 1941 року.